# Sega Casino
Sega Casino est un jeu vidéo de réflexion, développé et édité par Sega et sorti sur Nintendo DS en 2006.